# Spintherobolus ankoseion
Spintherobolus ankoseion és una espècie de peix de la família dels caràcids i de l'ordre dels caraciformes.

## Morfologia
- Els mascles poden assolir 2,8 cm de llargària total.
- Nombre de vèrtebres: 32-33.[4]

## Hàbitat
Viu en zones de clima temperat.

## Distribució geogràfica
Es troba a Sud-amèrica: rius entre el nord de Santa Catarina i el sud de Paranà (Brasil).